# The Spill Canvas
The Spill Canvas es un grupo musical liderado por Nick Thomas, de Sioux Falls, Dakota del Sur. 
El grupo empezó siendo acústico, pero ha ido evolucionando conforme a su sonido.
Su primer álbum, "Sunsets & Car Crashes", salió a la venta en 2003, escrito, producido y tocado por Nick Thomas, el cantante, bajo el sello 111 Records. 
Su segundo álbum, "One Fell Swoop", producido por Ed Rose (también productor de bandas como: The Get Up Kids, Motion City Soundtrack, etc.) salió a la venta en agosto de 2005, todos los sencillos del álbum están escritos por todos los miembros del grupo.
Han participado en la banda sonora de la película "Superman Returns" con una canción escrita originalmente para esta película, titulada "Saved".

## Integrantes

### Formación actual
- Nick Thomas - vocal, guitarra, piano
- Joe Beck - batería, percusión
- Dan Ludeman - vocal de apoyo, guitarra
- Landon Heil - bajo

### Exintegrantes
- Brian Anderson
- Ross Wheeler
- Brandon Aegerter
- Scott McGuire - bajo

## Discografía

### Álbumes de estudio
- 2002: "Go For the Jugular" - Publicado en 2002 antes de su álbum debut.
- 2004: "Sunsets and Car Crashes" - Publicado en 2004.
- 2005: "One Fell Swoop" - Nuevo álbum con un CD con contenido extra de otros Grupos del sello "111 Records" 2005.
- 2007: "No Really, I'm Fine" - Publicado el 26 de julio de 2007 Participación en esta banda sonora, con la canción "Saved"
- 2008: "Scaps/No Really, I'm Fine"
- 2010: "Formalities"
- 2012: "Gestalt"

### EP
- 2003: "The Concept"
- 2007: "Denial Feels So Good"
- 2008: "Honestly, I'm Doing Okay"
- 2010: "Abnormalities"
- 2010: "Realities"

### Compilaciones
- 2006: "Sound of Superman"
- 2007: "Punk Goes Acoustic 2"
- 2008: "Take Action Volume 7"
- 2009: "Take Action Volume 8"